# Дедевка
Дедевка — деревня в Харовском районе Вологодской области.
Входит в состав Разинского сельского поселения, с точки зрения административно-территориального деления — в Разинский сельсовет.
Расстояние по автодороге до районного центра Харовска — 39 км, до центра муниципального образования Горы — 4 км. Ближайшие населённые пункты — Шиханиха, Большая, Палкинская, Дор, Токарево, Лапиха.
По данным переписи в 2002 году постоянного населения не было.